# رون لي (لاعب كرة قدم أمريكية)
رون لي (بالإنجليزية: Ron Lee)‏ هو لاعب كرة قدم أمريكية أمريكي، ولد في 17 سبتمبر 1953 في بلايري في الولايات المتحدة.